# Hrvatska Dubica
Hrvatska Dubica (do roku 1991 Dubica, srbsky Хрватска Дубица) je vesnice a sídlo stejnojmenné opčiny v Chorvatsku. Nachází se v Sisacko-moslavinské župě, u břehu řeky Uny, těsně u státní hranice s Bosnou a Hercegovinou, která ji odděluje od její v podstatě druhé části, bosenského města Kozarska Dubica, se kterým je spojena pomocí mostu. V roce 2011 žilo v Hrvatské Dubici 1 040 obyvatel, v celé opčině pak 2 089 obyvatel.
V opčině se nachází celkem 6 obydlených vesnic.
- Baćin – 217 obyvatel
- Donji Cerovljani – 76 obyvatel
- Gornji Cerovljani – 99 obyvatel
- Hrvatska Dubica – 1 040 obyvatel
- Slabinja – 348 obyvatel
- Živaja – 309 obyvatel

Opčinou prochází silnice D47.